# Musique mesurée à l'antique
La musique mesurée à l'antique est une forme musicale apparue en France au XVIe siècle qui consiste à faire épouser à la mélodie le rythme de vers ayant été scandés suivant un mètre grec ou latin dans une tentative de retrouver l'ethos des anciens dans l'époque troublée et violente que traverse alors la France. 
La musique mesurée influencera durablement le style musical français, donnant notamment sa forme aux ballets de cour.

## Historique
Ce genre doit son origine à Jean-Antoine de Baïf le fondateur, avec le musicien Joachim Thibault de Courville, de l'Académie de musique et de poésie, un groupe de poètes, membres de Pléiade, de musiciens et d’intellectuels humanistes comparable à la Camerata fiorentina dont les travaux donneront naissance à l'opéra. 
En partant du principe de l'équivalence de la durée des pas et des notes, Jean-Antoine de Baïf avait conclu à la possibilité de traduire plastiquement les rythmes de la métrique grecque et de mettre en harmonie les gestes et les pas des danseurs avec les chœurs qu'ils chanteraient, réunissant la poésie, la musique et la danse, à l'instar de Grecs anciens dans leurs tragédies. Cet assortiments des différents arts donnera sa forme aux ballets de cour, en vogue jusqu'au milieu du XVIIe siècle. 
La musique mesurée marquera également les airs de cour, qui en utiliseront les principes tout en rimant les vers. Plus généralement, elle influencera fortement le style récitatif français tant dans l'opéra que dans la musique sacrée.
Les principaux représentants en sont Joachim Thibault de Courville, Claude Le Jeune, Jacques Mauduit, Eustache du Caurroy, Nicolas de La Grotte et Guillaume Costeley.

## Technique
Les syllabes longues correspondent aux notes de durée longue et les syllabes courtes aux notes courtes. Par exemple le mètre choriambique :
reçoit pour traduction musicale le rythme :
Le musicien restait libre de donner à sa composition la ligne mélodique et les harmonies qui lui plaisaient, mais il devait se conformer rigoureusement aux indications métriques du vers.

## Exemples
- extrait de "Revecy venir du printemps" de Claude Le Jeune
- "Le Printemps" de Claude Lejeune. Interprété par le groupe de musique ancienne et de la renaissance : "Doulce mémoire"